# 雷讷
雷讷（挪威語：Reine）是挪威罗弗敦群岛莫斯克内斯岛莫斯克内斯市镇的行政中心，其2005年人口为342人。自1743年以来成为一个商业中心。如今旅游业很重要。尽管地理位置偏僻，每年有几千人访问这里。
欧洲E10公路穿过雷讷。1970年代后期，挪威最大的周刊Allers评选雷讷为挪威最美丽的村庄。从雷讷布林根山上拍摄的一张雷讷的照片被用于基本旅游册子和书籍的封面。